# Nănești (gmina)
Nănești – gmina w Rumunii, w okręgu Vrancea. Obejmuje miejscowości Nănești, Călienii Noi i Călienii Vechi. W 2011 roku liczyła 2055 mieszkańców.